# Langerhansia japonica
Langerhansia japonica är en ringmaskart som beskrevs av Imajima 1966. Langerhansia japonica ingår i släktet Langerhansia och familjen Syllidae. Inga underarter finns listade i Catalogue of Life.